# Saanen (race caprine)
 (avril 2018).
Si vous disposez d'ouvrages ou d'articles de référence ou si vous connaissez des sites web de qualité traitant du thème abordé ici, merci de compléter l'article en donnant les références utiles à sa vérifiabilité et en les liant à la section « Notes et références ».
Pour les articles homonymes, voir Saanen (homonymie).
La saanen ou blanche de Gessenay ou chèvre de Gessenay est une race caprine originaire du Sannenland et de l'Obersimmental en Suisse. Le blanc et le crème sont les seules couleurs de robe acceptées. C'est une excellente laitière. Elle produit en moyenne 900 litres de lait par lactation, mais les plus productives dépassent 1 000 litres. C'est la race laitière la plus répandue au monde. En France, le cheptel de saanen représente environ 350 000 têtes. Avec l'alpine et la poitevine, la saanen fournit la plupart des fromages de chèvre français. 

## Origine
La saanen est originaire de Suisse, et plus précisément de la haute vallée de la Sarine (Saane en allemand, commune de Saanen) dans l'Oberland bernois à qui elle doit son nom. Elle est bien implantée dans les Alpes bernoises depuis très longtemps et depuis dans toute la Suisse. Les premiers animaux saanens sont arrivés en France dans les années 1910, et jusqu'à la Seconde Guerre mondiale elle est utilisée en croisement d'intégration dans le sud-est du pays. Les éleveurs se sont à nouveau intéressés à cette race à partir des années 1960, mais cette fois ce sont des importations massives d'animaux qui sont réalisées pour pouvoir l'élever en race pure. Elle fait l'objet d'un programme de sélection depuis 1970 et ses effectifs ont connu une augmentation très rapide à partir de cette date. On compte dans le pays environ 350 000 chèvres, dont 100 000 participants au contrôle de performances et 41 000 inscrites au livre généalogique de la race. Cela en fait la seconde race caprine française en termes d'effectifs après l'alpine.

## Description

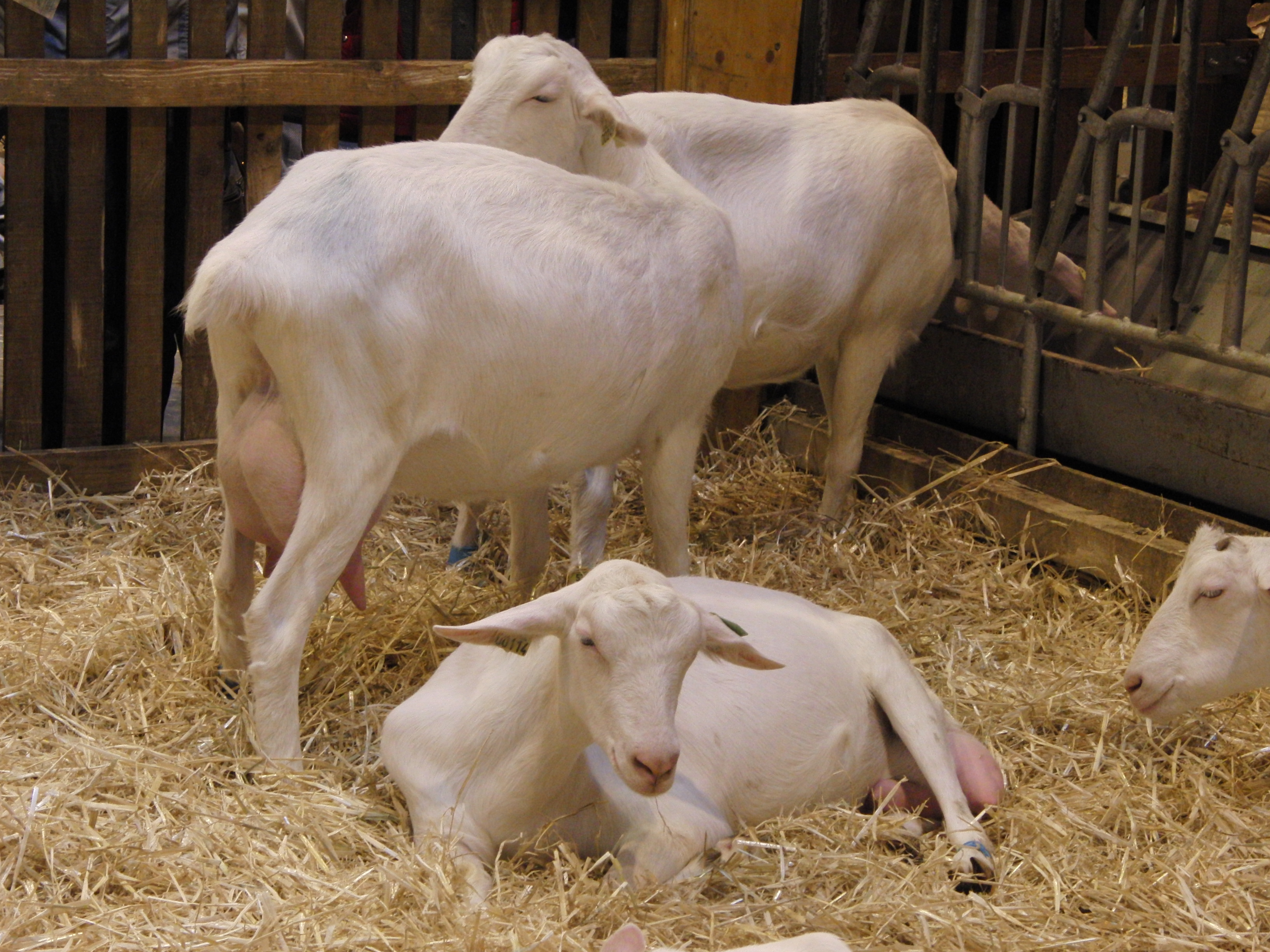
Chèvres Saanen au salon de l'agriculture.

La saanen est une chèvre trapue avec un fort développement. Elle a une robe entièrement blanche, formée de poils courts, denses et soyeux. Sa tête présente un profil droit. Elle est généralement dépourvue de cornes, mais certains animaux ont une paire de cornes de taille moyenne tournées vers l'arrière. Elle a une poitrine profonde, longue et large. Son épaule est large et bien attachée, et ses aplombs sont corrects. Sa mamelle est bien attachée, avec une partie supérieure bien large.
C'est une race à grand gabarit, puisque le bouc mesure 90 cm à 1 m au garrot pour 90 à 120 kg tandis que la chèvre mesure 70 à 80 cm pour 70 à 80 kg.

## Aptitudes
La saanen est une excellente laitière, et c'est pour cela qu'elle s'est particulièrement bien exportée à travers le monde. En France, les animaux enregistrés au contrôle laitier produisent environ 800 litres de lait par lactation, et cette dernière dure en moyenne 280 jours. Les taux ne sont pas très élevés, avec un taux butyreux de 32 g/litres et un taux protéique de 29 g/litres. C'est une chèvre docile, et donc facile à élever. Par contre, elle est nettement moins rustique que la plupart des races françaises, et moins bonne marcheuse en montagne. Elle craint le soleil en montagne et est sujette aux coups de soleil.

## Élevage
La saanen est typiquement la race des systèmes intensifs de production de lait de chèvre. Elle passe le plus clair de son temps à l'intérieur en batterie, nourrie avec une ration dans laquelle les aliments concentrés prennent une part importante. Elle est très bien adaptée à ce type de conduite, et valorise cette ration par une production laitière très importante.

## Sélection

### En France

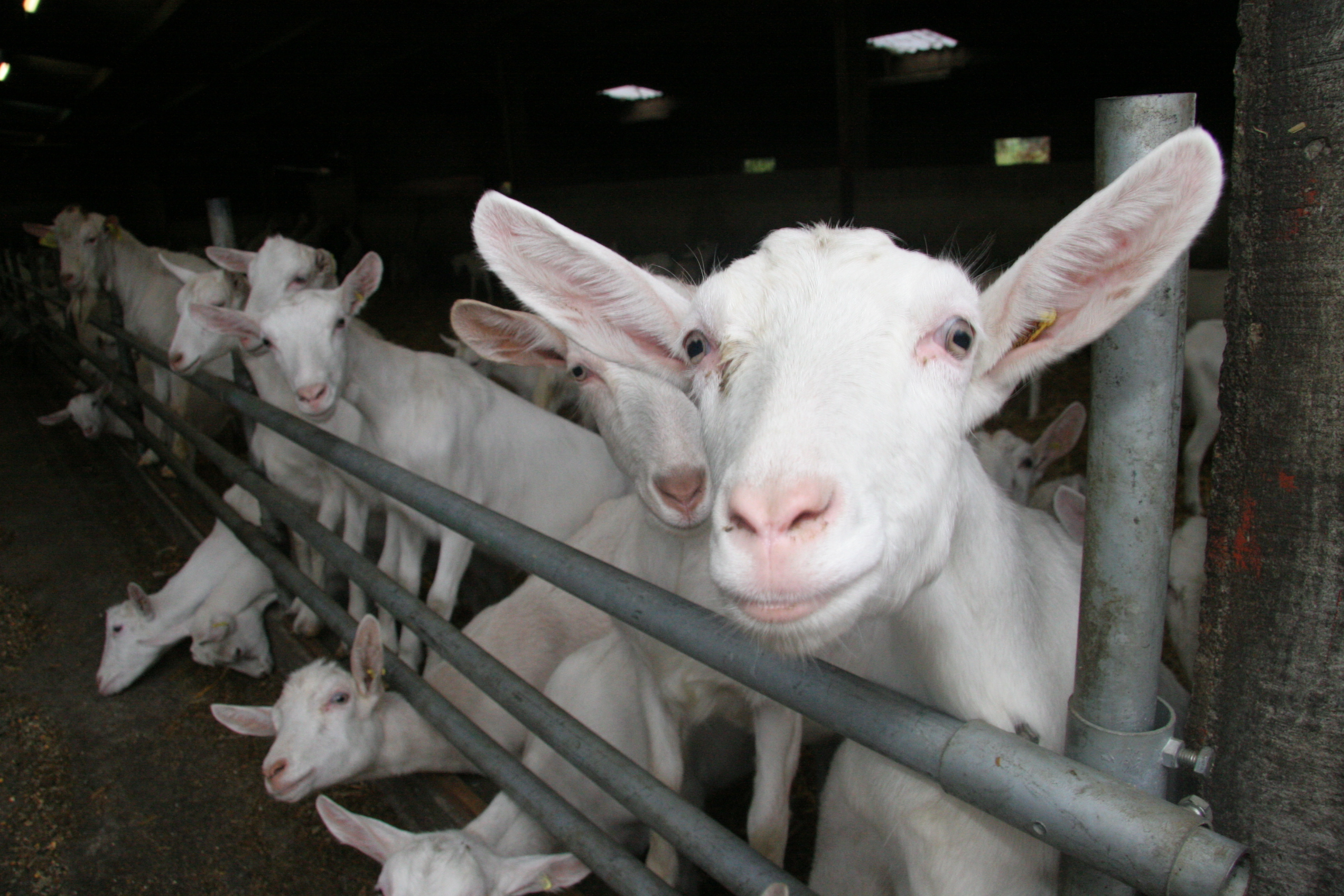
Chèvres saanen en Vendée

Son élevage est surtout concentré dans le sud-est et le centre. C'est Caprigene France qui gère le schéma de sélection de la race, conjointement avec la race alpine, autre race très répandue dans le pays. Ce programme de sélection commun regroupe 1 000 éleveurs et 140 000 chèvres inscrites au contrôle laitier. Son objectif est d'améliorer encore la production laitière, en volume mais également en qualité à travers les taux et la teneur en caséine alpha s1, qui a un rôle majeur dans la transformation fromagère du lait et influe donc sur le rendement de celle-ci. La facilité de traite et le débit de celle-ci sont également recherchés. La sélection vise aussi à maintenir les qualités d'élevage de ces races que sont leur fertilité, leur prolificité, leur rusticité et leur précocité. La morphologie des animaux est aussi prise en compte.
À partir des performances enregistrées sur les animaux, mais aussi sur leurs parents, des index sont calculés par l'INRA selon la méthode du BLUP. Ces index vont permettre aux éleveurs de choisir au mieux leurs animaux reproducteurs. Pour atteindre un niveau de précision supérieur pour les boucs qui seront utilisés à grande échelle, on enregistre aussi les performances de leur descendance. Ainsi, chaque année 100 boucs, choisis selon les performances de leurs parents, sont soumis au testage sur descendance. C'est-à-dire que leur semence est prélevée et que des inséminations artificielles sont réalisées de manière à obtenir 30 à 50 filles par bouc. Les performances de celles-ci sur les caractères recherchés cités précédemment, qui ne sont de toute façon pas mesurable sur les mâles eux-mêmes, et on peut donc obtenir des index assez précis sur ces boucs. Les meilleurs d'entre eux, une quarantaine généralement, sont agréés et peuvent être utilisés à grande échelle par insémination artificielle. Tout cela se fait grâce à la collaboration de la coopérative d'insémination artificielle spécialisée pour les chèvres, Capri-IA. L'insémination artificielle est d'ailleurs très utilisée en chèvre, avec 60 000 inséminations réalisées par an, soit 40 % des chèvres du schéma de sélection.

## Diffusion
Originaire de Suisse, la race s'est ensuite développée un peu partout dans le monde grâce à sa renommée. Ainsi, il s'agit de la race caprine la plus répandue dans le monde, et on la trouve aussi bien en Europe qu'en Amérique du Nord ou en Afrique. En France, elle occupe le deuxième rang des races caprines en termes d'effectifs après l'alpine et représente 45 % des animaux inscrits au contrôle laitier, et un quart des effectifs totaux du pays.